# ماميثا مقرنة
المَامِيثَا المقرنة أو الخشخاش المقرن أو أبو الرز أو خشخاش مقرن أحمر أو ماميثا نوع نباتي يتبع جنس الماميثا من الفصيلة الخشخاشية.

## الوصف النباتي
يقول ابن البيطار: 

## الموئل والانتشار
تنتشر في المشرق العربي والمغرب العربي ووادي النيل وتركيا والقوقاز ومعظم مناطق أوروبا باستثناء أقصى شمالها.

## مرادفات للاسم العلمي
- (باللاتينية: Chelidonium corniculatum L.)
- (باللاتينية: Glaucium aurantiacum Martrin-Donos)
- (باللاتينية: Glaucium grandiflorum Hayek)
- (باللاتينية: Glaucium phoeniceum Crantz)
- (باللاتينية: Glaucium rubrum Sm.)
- (باللاتينية: Glaucium tricolor Besser)
- (باللاتينية: Glaucium corniculatum subsp. phoeniceum (Crantz) Holmboe)
- (باللاتينية: Glaucium corniculatum subsp. tricolor (Besser) Holmboe)